# Hendrik IV. van Montfoort
Hendrik IV. van Montfoort (* 1414 in Montfoort; † 1459 ebenda) war der 8. Burggraf von Montfoort, sowie Herr der Hohen Herrlichkeiten Polsbroek und Purmerend und Purmerland. Seine Weiteren Feudaltitel waren die eines Herren von Linschoten, Hekensdorp und Wulverhorst. Als Deichgraf war er für den Lopikkerwaard verantwortlich. Die Stadt Woerden und das Rheinland verwaltete er als Vogt.
Hendrik entstammte dem Geschlecht der Van Montfoort. Seine Eltern waren Johan II. van Montfoort und Cunegonde van Bronkhorst. Hendrik wurde aufgrund der politischen Haltung seines Vaters im Haken-und-Kabeljau-Krieg vom Haus Burgund in Bann gesetzt. Als leitender Militär war Hendrik für die Partei der Haken bei der Einnahme der Stadt Woerden im Jahre 1448 erfolgreich.
Aus seiner Ehe mit Margretha von Croy, Tochter des Antoine I. de Croÿ (?), Grafen von Pontiac, entstammten drei Nachkommen:
- Johan III. van Montfoort
- Johanna van Montfoort
- Lodewijk van Montfoort